# Rigside
Rigside är en ort i Storbritannien.   Den ligger i kommunen South Lanarkshire och riksdelen Skottland, i den centrala delen av landet, 500 km nordväst om huvudstaden London. Rigside ligger 254 meter över havet och antalet invånare är 1 000.
Terrängen runt Rigside är platt norrut, men söderut är den kuperad. Runt Rigside är det mycket glesbefolkat, med 6 invånare per kvadratkilometer. Närmaste större samhälle är Dalserf, 17,4 km nordväst om Rigside. Trakten runt Rigside består i huvudsak av gräsmarker.